# Camila Correa
Camila Leonela Correa (* 3. August 1997) ist eine argentinische Leichtathletin, die im Sprint und Hürdenlauf an den Start geht.

## Sportliche Laufbahn
Erste Erfahrungen bei internationalen Meisterschaften sammelte Camila Correa im Jahr 2025, als sie bei den Südamerikameisterschaften in Mar del Plata in 62,83 s den fünften Platz im 400-Meter-Hürdenlauf belegte und mit der argentinischen 4-mal-400-Meter-Staffel in 3:56,22 min den fünften Platz belegte.
2023 wurde Correa argentinische Meisterin im 400-Meter-Hürdenlauf sowie in der 4-mal-400-Meter-Staffel.

## Persönliche Bestzeiten
- 400 m Hürden: 61,89 s, 15. Oktober 2023 in Buenos Aires